# Borg an der Aller
Die Borg an der Aller ist eine abgegangene Niederungsburg beim Gifhorner Ortsteil Winkel in Niedersachsen. Sie liegt auf einer Dünenkuppe unweit der Aller innerhalb des Waldgebietes Fahle Heide. Die Burg gehört zu den wenigen kleineren Befestigungsanlagen im Landkreis Gifhorn, die noch gut erhalten sind.
Die viereckige Burganlage mit einem nicht planierten Innenraum hat eine Fläche von rund 660 m² Der Innenraum ist nicht planiert und uneben. Im Osten zu einem Altarm der Aller ist sie durch einen acht Meter hohen natürlichen Steilhang geschützt. Im Norden bot eine acht Meter lange künstliche Abböschung mit einer vorgelagerten Terrasse Schutz. Die West- und die Südseite sind durch eine Böschung mit Graben oder eine Terrasse auf einer Länge von 30 Meter bogenförmig abgeriegelt. Im Zentrum des Innenraums befindet sich eine eingegrabenen Vertiefung, wobei nicht bekannt ist, ob es sich um eine Raubgrabung, eine Sondage der Denkmalpflege oder ein Eingrabung aus anderem Grund handelt.
Vermutlich handelte es sich bei der Befestigungsanlage um eine Holz-Erde-Konstruktion. Sie dürfte während des Mittelalters bestanden haben. Eine Datierung ist bisher nicht erfolgt. Der unebene Innenraum, die schwachen Befestigungsreste und fehlende Fundstücke sprechen für eine nicht vollendete Anlage oder einen nur kurzzeitigen Gebrauch.
Hinweise auf die Burgstelle geben mehrere Flurnamen in dem Bereich, wie Borgstee, Burgstelle, Burgplatz und Burgwiese. Dies führte 1988 zu ihrer Entdeckung durch einen Bürger, der einen Hinweis auf den Flurnamen Burgstelle erhalten hatte. 1989 überprüfte die Archäologische Arbeitsgemeinschaft Gifhorn den Ort und bestätigte eine Wall-Graben-Anlage, die sie 1990 vermaß. 

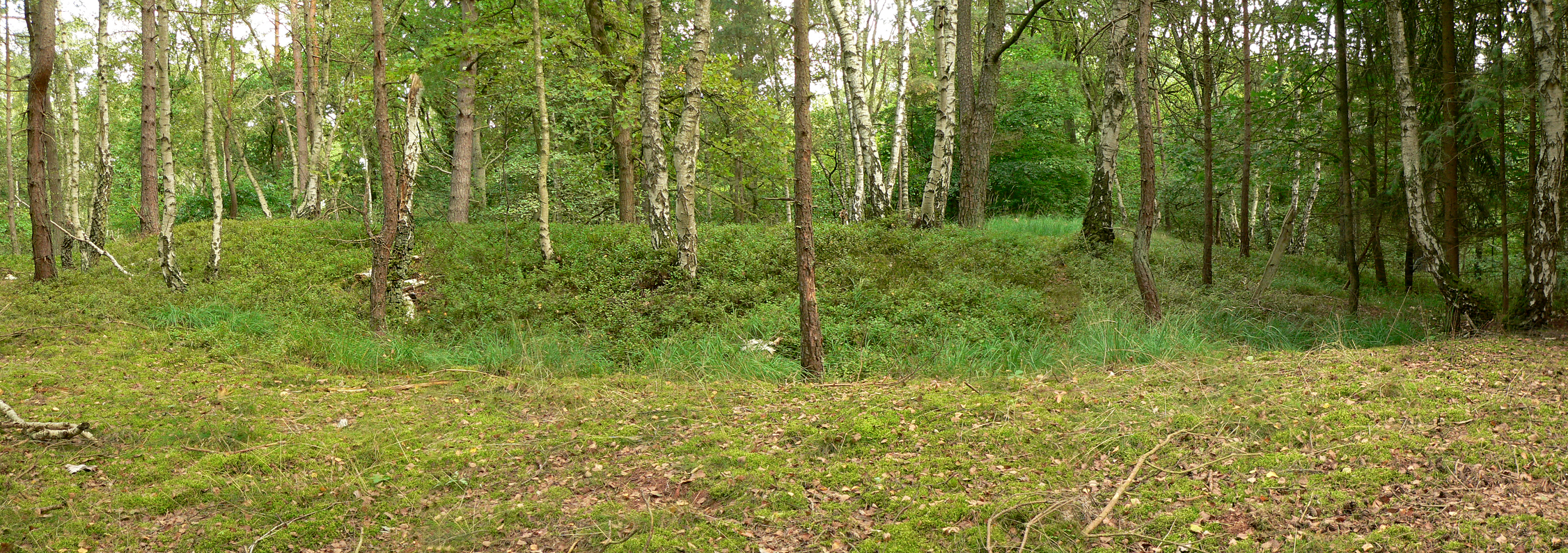
Wall- und Grabenreste der Burg

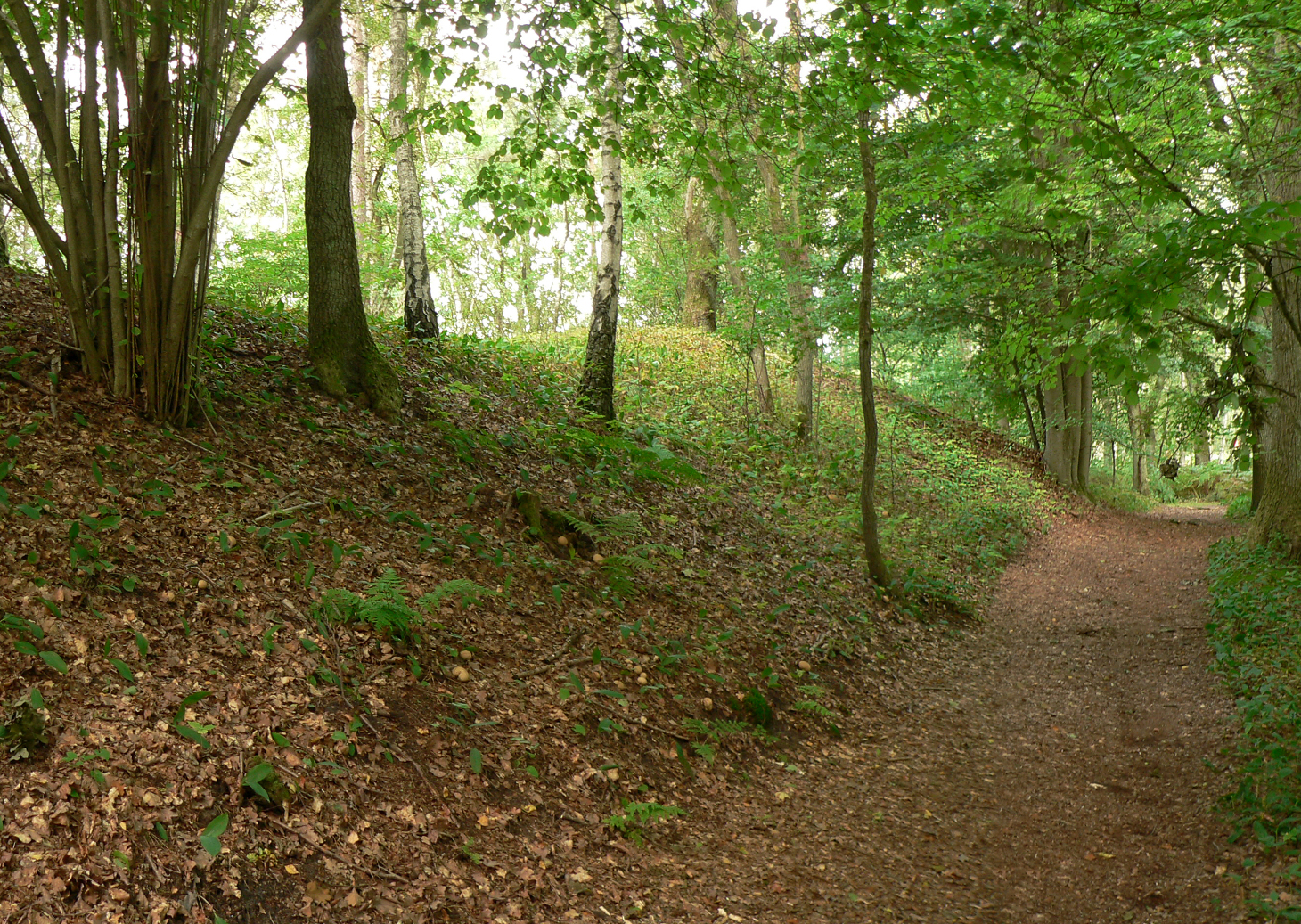
Seitenansicht mit dem vorbeiführenden Weg
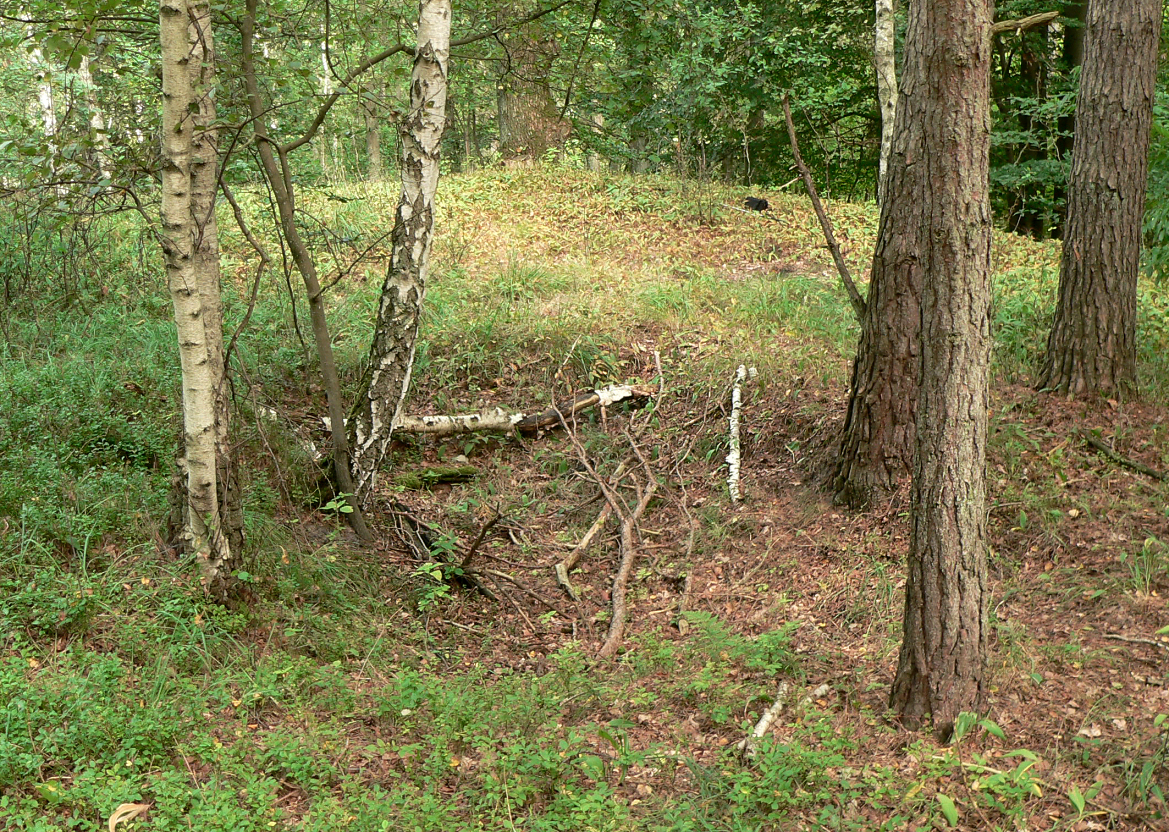
Rechteckige Grabungsstelle im Zentrum der Burg